# 목포상동초등학교
목포상동초등학교는 대한민국 전라남도 목포시에 있는 공립 초등학교이다.
과거에는 학생이 1,086명에 이를 정도로 많았지만 현재는 지속적인 학령 인구 감소와 쇠퇴로 78명까지 줄어들었다. 

## 학교 연혁
- 1991. 09. 15 목포상동국민학교로 개교
- 1995. 03. 05 목포상동국민학교 병설유치원 개원
- 1996. 03. 01 목포상동초등학교로 개칭
- 2014. 02. 14 제19회 병설유치원 졸업식(총 538명 졸업)
- 2014. 02. 18 제22회 졸업식(총 3,663명 졸업)
- 2014. 03. 01 제10대 심재순 교장 부임
- 2018. 03. 01 제12대 김혜영 교장 부임
- 2019. 02. 09 제24회 병설유치원 졸업식(총 584명 졸업)
- 2019. 02. 15 제27회 졸업식(총 3,826명 졸업)
- 2024. 09. 01 제15대 김영완 교장 부임
- 2025. 01. 07 제33회 졸업식 예정
- 역대 교장
- 제 10대 심재순(2014~2017)
- 제 11대 문복운(2017~2018)
- 제 12대 김혜영(2018~2021)
- 제 13대 김상국(2021)
- 제 14대 한정숙(2021~2024)
- 제 15대 김영완(2024~

## 참고 자료
- 목포상동초등학교 - 한국교육학술정보원 학교알리미